# Tukuma novads
Tukuma novads is een gemeente in het westen Letland, op de grens van de historische landstreken Semgallen en Koerland. Hoofdplaats is Tukums.
De huidige gemeente ontstond op 1 juli 2021, toen de bestaande gemeente werd uitgebreid met de kustgemeente Engures novads, de gemeente Kandavas novads en de gemeente Jaunpils novads, die in tegenstelling tot de andere fusiepartners in het historische Semgallen lag. Sinds de fusie komt het grondgebied van de gemeente Tukuma novads overeen met dat van het district Tukums (Tukuma rajons), dat van 1950 tot 2009 had bestaan.
De eerdere gemeente Tukuma novads was in 2009 voortgekomen uit een herindeling, waarbij de stad Tukums en de landelijke gemeenten Degole, Džūkste, Irlava, Jaunsāti, Lestene, Pūre, Sēme, Slampe, Tume en Zentene waren samengevoegd.
Nationale steden (valstspilsētas):

Daugavpils  · Jelgava · Jūrmala · Liepāja · Rēzekne · Riga · Ventspils

Gemeenten (novadi):

Ādažu novads
· Aizkraukles novads
· Alūksnes novads
· Augšdaugavas novads
· Balvu novads
· Bauskas novads
· Cēsu novads
· Dienvidkurzemes novads
· Dobeles novads
· Gulbenes novads
· Jelgavas novads
· Jēkabpils novads
· Krāslavas novads
· Kuldīgas novads
· Ķekavas novads
· Limbažu novads
· Līvānu novads
· Ludzas novads
· Madonas novads
· Mārupes novads
· Ogres novads 
· Olaines novads
· Preiļu novads
· Rēzeknes novads 
· Ropažu novads
· Salaspils novads
· Saldus novads
· Saulkrastu novads
· Siguldas novads
· Smiltenes novads
· Talsu novads
· Tukuma novads
· Valkas novads
· Valmieras novads
· Varakļānu novads
· Ventspils novads 